# Murva

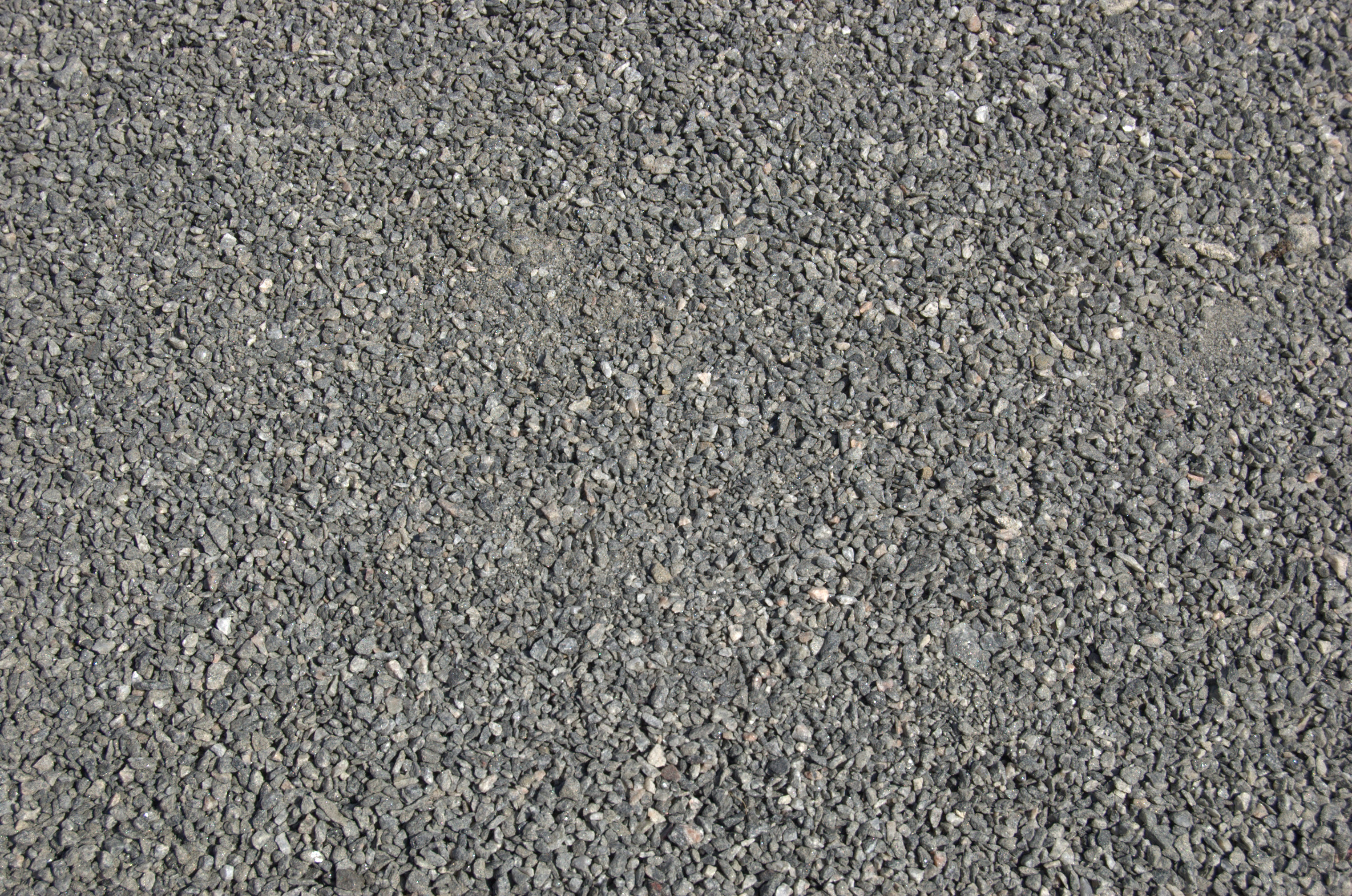
Kőzettörmelék

A murva jellemzően járófelületek burkolására, illetve ilyen burkolatok alapozására használt építőanyag; világos árnyalatú üledékes kőzetek (jellemzően dolomit) szögletes-sarkos, nem koptatott törmeléke.

## Keletkezése
Az esetek elsöprő többségében műtermék, amelyet szilárd kőzetek aprításával állítanak elő. Ezek a kőzetek kivételesen ritka esetekben természetes körülmények között is aprózódnak; ennek feltételei máig sem teljesen ismertek. A jelenleg uralkodó elképzelés szerint az átkristályosodott és tektonikusan töredezett kőzetet átjáró, agresszív kémhatású melegvizek okozzák. A folyamat termékeit a köznyelvben porló dolomitnak, illetve mészkőnek nevezik; a földtani szakirodalomban Jakucs László a „porlott dolomit” (illetve mészkő) terminus bevezetését kezdeményezte. Porló, illetve porlott változatok alapvetően három litosztratigráfiai formációban:
- a fődolomitban,

- a diploporás dolomitban és

- a dachsteini mészkőben

fordulnak elő.
A természetes aprózódás eredménye szélsőségesen egyenetlen szemnagyságú, osztályozatlan laza üledék, amit többfelé bányásznak. Olyan helyeken, ahol nincs a környéken porló (porlott) kőzet, a szilárd karbonátos kőzeteket bányásszák, és a robbantással leomlasztott kőtömböket aprítják tovább.

## Bányászata
Magyarországon a Dunántúli-középhegységben sokfelé bányásznak ilyen kőzeteket, így például Székesfehérváron, Iszkaszentgyörgyön, Budakeszin, Bakonykoppányon, Telkin, Litéren vagy Piliscsabán.
A kibányászott üledéket a felhasználás kategóriáihoz igazítva osztályozzák. A túl nagy darabokat törik és utána újra osztályozzák. Ezután az anyag semmilyen további előkészítésére nincs szükség.

## A murva felhasználása a gyakorlatban
A murvát többféle célra használják. Mivel anyaga a legtöbb kőzetnél jóval kevésbé kemény, erős terhelésnek kitett felületek burkolására alkalmatlan. Az ásványi savak oltják, tehát korrodálódik is. Felhasználásánál az esetek többségében az esztétikai értékét veszik figyelembe. Ennek megfelelően a leggyakrabban járdák, feljárók vagy parkolók kialakításánál, mészkedvelő növények sziklakertjeiben, ágyásokban, és színe miatt egyszerű kaspó-, netán tavi díszként találkozhatunk vele.
A leterített murva földtani értelemben karbonátos összetételű antropogén laza üledék. Ez valamilyen kötőanyaggal – például a ráterített aszfalttal – keveredve vagy ilyenbe (például az alatta elterülő agyagba) süllyedve antropogén üledékes kőzetté (antropogén breccsává) alakulhat.

## Minőségi kategóriái
A murva kategóriáit szemcsenagyság szerint különböztetik meg. A 2 mm-esnél kisebb szemcsékből álló anyag a murvapor (köznyelvi nevén dolomitpor), amit főleg súrolópornak használnak. A további típusok:
- ágyazó murva;
- kerti murva;
- úti murva és
- ömlesztett murva.

### Ágyazó murva
Az ágyazó murva szemcsenagysága jellemzően 2–5 milliméter. Nevéhez hűen főként ágyazásra kiváló, főleg térkövek alá vagy azok fuganyílásaiba. Így használva látványos, a vizet nagyon jól vezető burkolatot eredményez. Egyúttal javul a térkő szellőzése és annak lehelyezése is egyszerűbb. Többnyire ezt a típust használják  díszítésre is – díszkerti ágyásokban, sziklakertekben, netán kaspókban és cserepekben feltöltő anyagként. 

### Kerti murva
A kerti murvát mérete szerint két alcsoportba osztják:
- az aprószemű 5–12 milliméteres,

- a durvább 12–20 milliméteres.

Ez a legkelendőbb, legszélesebb körben alkalmazott típus. Már 10-15 centiméteres vastagságon terítve is jól tömörödik. Használják járdák, sétányok, autófeljárók és -beállók, kerti ösvények, parkolók vagy kisebb vízelvezetők burkolására, ágyásokhoz, nagyobb sziklakertekben és igénytelenebb kerti tavakban. Többnyire ezt látni parkokban, temetőkben és emlékműveknél is.

### Úti murva
Szemcsemérete jellemzően 20–55 milliméter, ezért a legnagyobb darabokból álló zúzott-ömlesztett anyagok közé tartozik. Megfelelő tömörítés, illetve alapozás után teherbírása az apróbb szemű változatokénál jobb. 20–30 centiméter vastagon ugyanilyen vastag alapra terítve már a nagyobb teherautókat is képes megtartani. Fő előnye, hogy nem áll meg rajta a víz, nem alakulnak ki pocsolyák vagy sáros foltok. Főleg autóbeállókban és parkolókban használják.

### Ömlesztett murva
Az osztályozatlan murvát gyakran nevezik poros murvának, mivel ebben az 55 milliméteresnél kisebb szemcsék a murvaporral elegyesen szerepelnek. Emiatt esztétikai értéke megkérdőjelezhető, de tömörödése és teherbírása az osztályozott változatokénál jobb. Emiatt sokszor alkalmazzák földes utak, nagyobb területek borítására, mivel ennél stabilabb felület már csak aszfaltozással érhető el. Mivel kimagaslóan jól tömörödik, az osztályozott murvafelületek, esetleg a térkövek vagy aszfaltutak alapozására is megfelel.